# Saint-Pierre-d'Autils
Saint-Pierre-d'Autils är en kommun i departementet Eure i regionen Normandie i norra Frankrike. Kommunen ligger i kantonen Vernon-Nord som tillhör arrondissementet Évreux. År 2018 hade Saint-Pierre-d'Autils 945 invånare.

## Befolkningsutveckling
Antalet invånare i kommunen Saint-Pierre-d'Autils
Referens:INSEE